# Artefacto arqueológico

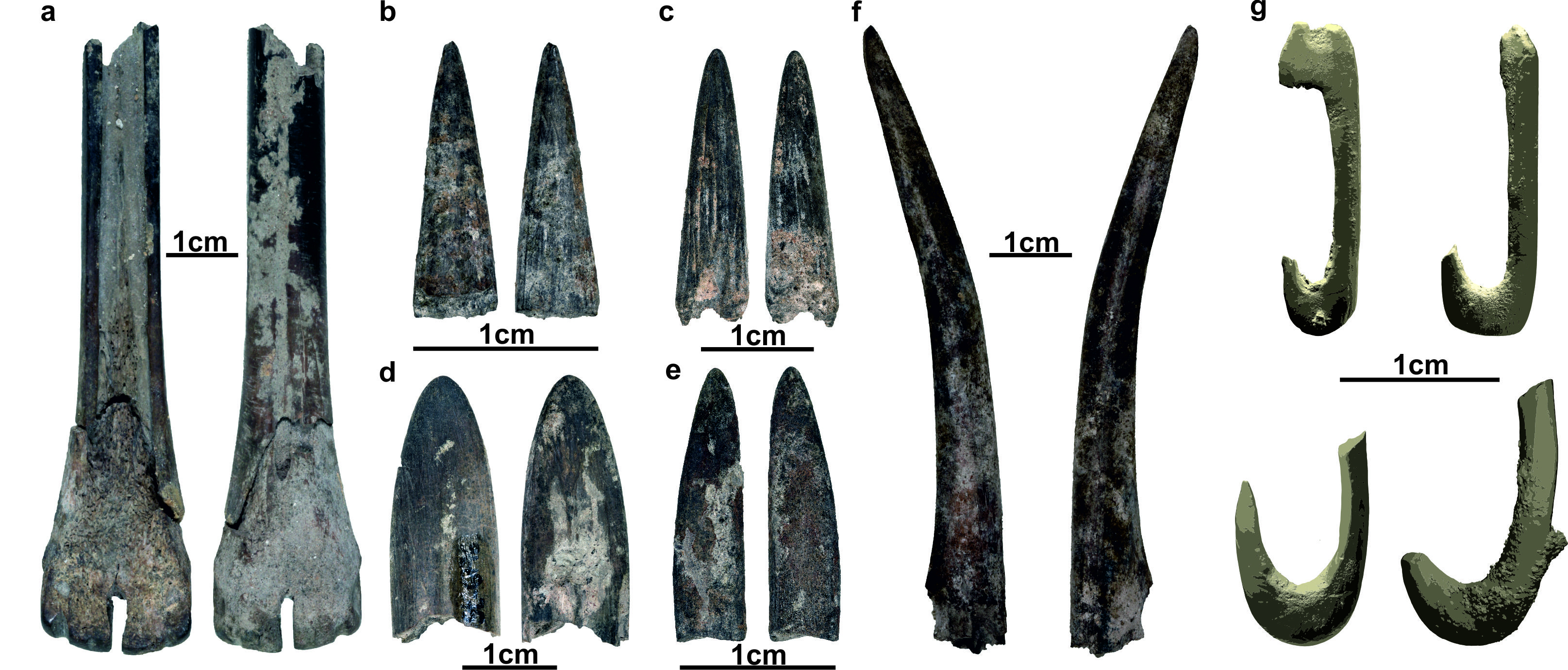
Artefactos en hueso, sitio arqueológico Lapa do Santo, Brasil.

Un  artefacto arqueológico  es cualquier material u objeto distintivo que se encuentra en una excavación arqueológica en algunos de los estratos del suelo (sepultado) o en la superficie de la tierra. Estos artefactos fueron creados por personas de una época y lugar determinados para satisfacer una necesidad o facilitar la vida cotidiana de un grupo concreto de humanos. Además, pueden ser de diversas tipologías según las características para descubrir a qué civilización pertenecieron, qué función tenían en el pasado, cuál es el lugar donde se formaron o para saber la fecha exacta en que se hicieron, según la composición química y mediante un proceso de datación. Desde el punto de vista etnográfico y arqueológico, un artefacto ancestral puede definirse como cualquier objeto de materia prima natural (sílex, obsidiana, madera, hueso, cobre nativo, etc.) fabricado por gente que sigue un estilo de vida basado en el forrajeo (por ejemplo, caza, recolección) y/o una agricultura básica o el pastoreo (por ejemplo, horticultura, trashumancia).
La mayoría de ellos, después de su manufactura, recibían el uso funcional propio que tenían de por sí, hasta que usualmente llegaba su rotura (desfuncionalización) y se procedía (a veces) a su conversión funcional, utilizándose para otro uso menor hasta su abandono. Muchos de ellos podían ser reutilizados, pero generalmente su abandono se debe a un cambio tecnológico que favoreció su desuso siendo repuestos por otros artefactos que cumplían su función de manera más eficiente, por destrucción parcial del material o por simple abandono del objeto en sí a la intemperie.

## Análisis del artefacto
En una excavación, siempre se deberá identificar y clasificar en un primer instante, cada objeto o material que se encuentre en el yacimiento (piedra, madera, metales, cerámica ...), por medio de un análisis directo, describiendo: la funcionalidad (aunque no siempre se puede), la cronología (relativa), la tipología (ya sean aspectos cronológicos, culturales, sociales, artísticos, psicológicos ...) y la procedencia (características del material y propiedades). Y después de eso se suele anotar el contenido y el nombre en una ficha de inventario de materiales arqueológicos, para así poder posteriormente estudiarlo con más precisión en el laboratorio, donde se puede analizar la estructura, la composición química, las propiedades, su reconstrucción con un dibujo arqueológico en el caso de que estuviera roto o faltara una pieza .

## Artefactos especiales: las cerámicas
Las cerámicas son los artefactos que más abundan en las excavaciones arqueológicas que se llevan a cabo, puesto que es un material que ha sido utilizado mucho por nuestros antepasados, gracias a sus cualidades de solidez y resistencia al paso del tiempo, conservándose así, hasta nuestros días. Es cierto que los metales y las piedras también son resistentes al paso del tiempo, pero antes costaba adecuarlos y darles forma según las necesidades de los respectivos individuos. La cerámica, formada primero por pastas arcillosas y de barro espesas, permitía dar una forma insólita y creativa según cada cultura o utilidad y realizando la cocción del material al fuego a altas temperaturas, las arcillas procedían a vitrificarse -o solidificarse con lo que se podía efectuar a posteriori una decoración diferente y armónica dependiendo de la función de la cerámica o las creencias de los grupos humanos correspondientes. Normalmente los artefactos cerámicos, como jarras, vasijas, ánforas y otros, tenían una función de almacenamiento de algunos sólidos y líquidos, que generalmente eran comestibles.

## Cadena de manufactura y actividades de uso
En la manufactura, para ejecutar un determinado objeto, primero se tenía que obtener el material necesario que se encontrara por la zona donde se residía, tras lo cual, había que seleccionar el material encontrado, adecuado a lo que se quisiera hacer, seguidamente se procesaba el material adaptándolo a una primera aproximación del objeto deseado, y una vez tenían el diseño hecho, se procedía a su producción.
Cuando el objeto estaba hecho, se continuaba con su distribución en diferentes zonas o personas del grupo, se le sacaba un uso funcional característico que era por el motivo que había sido manufacturado, se adaptaba a las necesidades de cada etapa sufriendo algunas modificaciones en su aspecto y se descartaba en el momento que salía uno mejor o se había roto.